# La Tinaja, Salamanca
La Tinaja är en ort i Mexiko.   Den ligger i kommunen Salamanca och delstaten Guanajuato, i den centrala delen av landet, 250 km nordväst om huvudstaden Mexico City. La Tinaja ligger 1 723 meter över havet och antalet invånare är 1 059.
Terrängen runt La Tinaja är huvudsakligen platt, men åt sydväst är den kuperad. Runt La Tinaja är det ganska tätbefolkat, med 185 invånare per kvadratkilometer. Närmaste större samhälle är Salamanca, 9,4 km norr om La Tinaja. Trakten runt La Tinaja består till största delen av jordbruksmark.